# Ténoxicam
Le ténoxicam est un anti-inflammatoire non stéroïdien (AINS) aux propriétés analgésiques et antipyrétiques.
Commercialisé sous le nom de Tilcotil en France, il est utilisé pour soulager l'inflammation, la raideur et la douleur associée à la polyarthrite rhumatoïde, à l'arthrose ainsi qu'à la spondylarthrite ankylosante. 
Ce médicament appartient à la classe des AINS appelés oxicams.

## Histoire
Il fut breveté en 1974 par Roche et approuvé pour un usage médical en 1987.
Son bilan en terme inconvénients/avantage a ensuite été rediscuté. 
En 2020 cet anti-inflammatoire  a été ajoutée (avec 11 autres) en 2020 à la liste noire des médicaments aux effets indésirables disproportionnés par rapport à leur faible efficacité ou à la bénignité de la situation clinique dans laquelle ils sont autorisés (liste publiée annuellement par la revue médicale Prescrire). 